# Bundeshaushaltsordnung
Die Bundeshaushaltsordnung (BHO) ist – trotz der Bezeichnung „Ordnung“ – ein formelles Bundesgesetz, das die Haushaltswirtschaft des Bundes einschließlich Rechnungslegung und Prüfung durch den Bundesrechnungshof regelt. Dabei werden die für Bund und Länder gemeinsamen Regelungen des Haushaltsgrundsätzegesetz (HGrG) übernommen, konkretisiert und ergänzt.
Wichtig für die Interpretation und Anwendung der Bundeshaushaltsordnung sind die ausführlichen Verwaltungsvorschriften, insbesondere die  Allgemeinen Verwaltungsvorschriften zur Bundeshaushaltsordnung (VV-BHO), die der Bundesfinanzminister aufgrund der Ermächtigung in § 5 BHO erlassen hat. Sie werden durch weitere Regelungen ergänzt, z. B. durch die Arbeitsanleitung Einführung in Wirtschaftlichkeitsuntersuchungen des Bundesfinanzministeriums. 
Mit Inkrafttreten der Bundeshaushaltsordnung trat die Reichshaushaltsordnung außer Kraft (§ 119 Abs. 2 Nr. 1 BHO).